# Milíkov u Mariánských Lázní

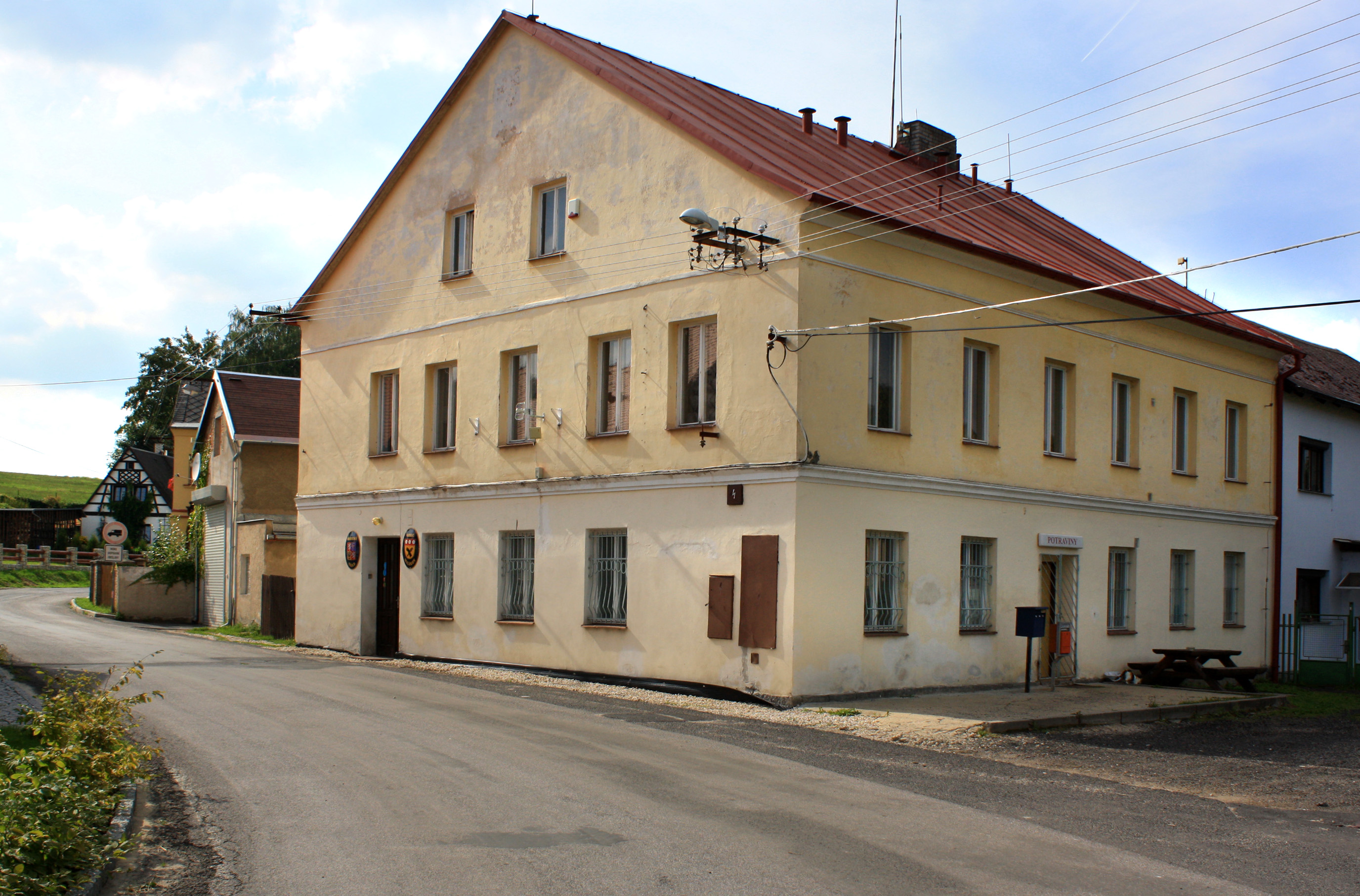
Gemeindeamt

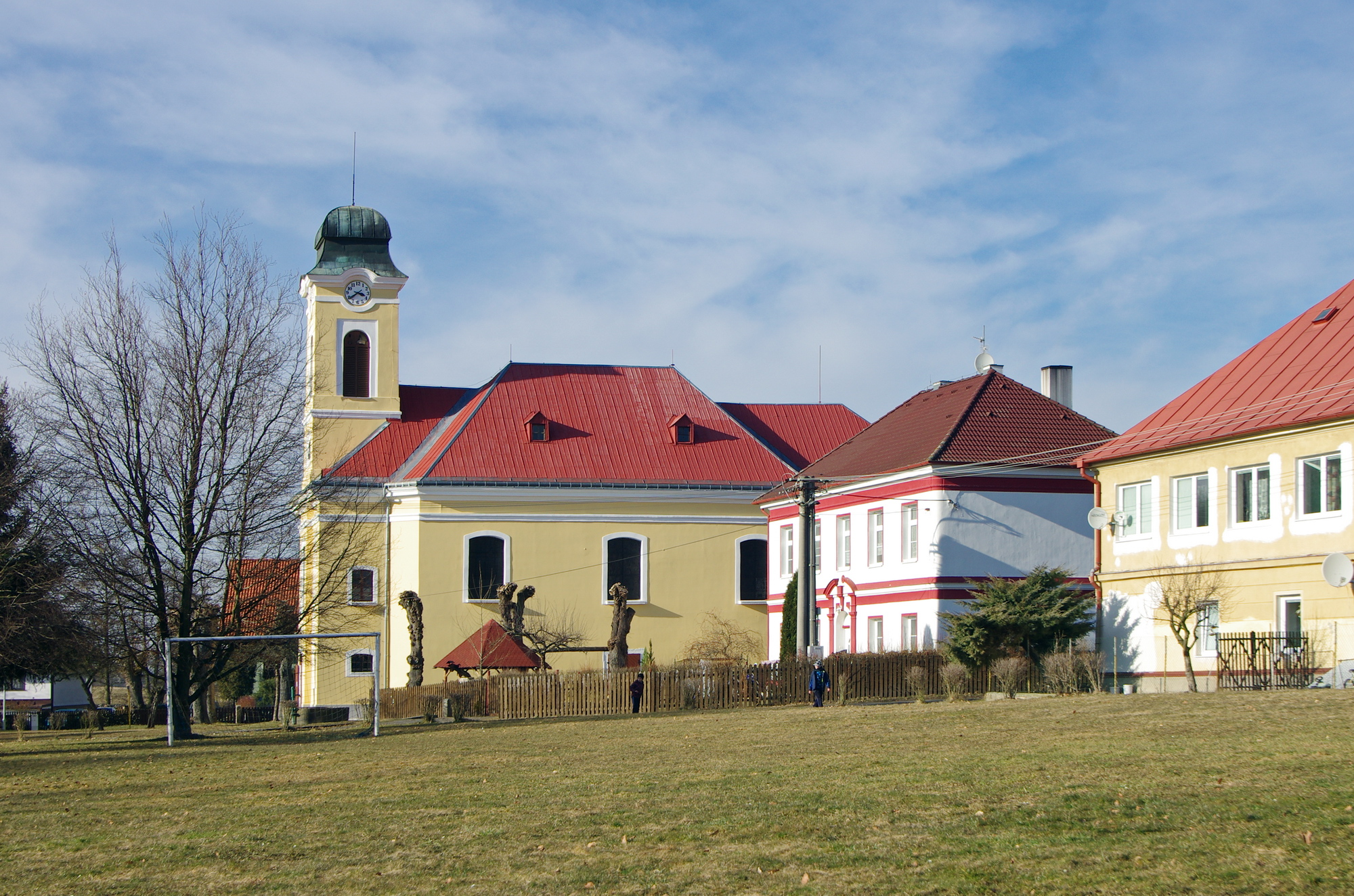
Kirche St. Simon und Judas

Milíkov (deutsch Miltigau) ist eine Gemeinde in Tschechien. Sie liegt 13 Kilometer östlich des Stadtzentrums von Cheb und gehört zum Okres Cheb.

## Geographie

### Geographische Lage
Das im Tal des Lipoltovský potok (Krottenbach) gelegene Dorf Milíkov befindet sich am Fuße des Kaiserwaldes und des Oberpfälzer Waldes im äußersten Südosten des Egerbeckens. Östlich erheben sich der Javořík (Steinrathberg, 698 m) und der Kozák (Steinbockberg, 728 m), im Südosten die Kamennná hora (Arbersberg, 794 m).

### Gemeindegliederung
Die Gemeinde Milíkov besteht aus den Ortsteilen Malá Šitboř (Klein Schüttüber, mundartlich „Klein Schöd“), Milíkov (Miltigau), Mokřina (Krottensee), Těšov (Teschau) und Velká Šitboř (Groß Schüttüber, mundartlich Groß Schöd). Grundsiedlungseinheiten sind Malá Šitboř, Milíkov, Mokřina, Těšov, Úval (Grün am Kaiserwald) und Velká Šitboř. Zu Milíkov gehören außerdem die Ansiedlung Žírnice (Schirnitz) und die Wüstung Leimbruck.
Das Gemeindegebiet gliedert sich in die Katastralbezirke Malá Šitboř, Milíkov u Mariánských Lázní, Mokřina, Těšov u Milíkova, Úval und Velká Šitboř.

### Nachbargemeinden
Nachbarorte sind Těšov im Norden, Horní Lazy im Osten, Podlesí, Úbočí und Manský Dvůr im Süden, Žírnice im Südwesten, Malá Šitboř und Velká Šitboř im Westen sowie Úval im Nordwesten.
Im Osten befand sich im Kaiserwald die frühere Bergstadt Schönficht, die in den 1950er Jahren bei der Errichtung des Truppenübungsplatzes Prameny abgerissen wurde.

## Geschichte
Die erste urkundliche Erwähnung von Milikow erfolgte im Jahre 1311, als der Abt Johann des Klosters Waldsassen den Besitz an Konrad von Haslau verpachtete. Unter den Landgrafen von Leuchtenberg erfolgte 1390 eine Dreiteilung des Besitzes. Um 1550 erwarben die Hertenberger den größten Teil von Milíkov. Später gehörte Milíkov größtenteils zur Herrschaft Elbogen. Nach dem Erlöschen des Herrensitzes in Krottensee wurden dessen Güter an Milíkov angeschlossen. Der Hof Lehn (Manský Dvůr) wurde im 17. Jahrhundert von den Untertänigkeitspflichten freigestellt. 1722 kauften die Egerer Jesuiten das Freigut. Nach der Auflösung des Ordens im Zuge der Josephinischen Reformen fiel das Gut 1772 dem Religionsfonds zu, von dem es 1801 die Metternich auf Königsberg erwarben. Später wurde die Herrschaft Königswart Besitzer.
In Klein Schüttüber, das eine eigene Herrschaft bildete, ließ Christoph Ernst von Bigatto um 1760 die Feste zu einem Schloss umbauen.
Nach der Ablösung der Patrimonialherrschaften bildete Miltikov mit den Ortsteilen Klein Schüttüber, Krottensee und Leimbruck ab 1850 eine Gemeinde im Gerichtsbezirk Bad Königswart bzw. im politischen Bezirk Plan. 1870 wurde eine Webmanufaktur errichtet, die drei Jahre später abbrannte.
Die Ortsbezeichnung lautete im 17. Jahrhundert „Milikaw“ bzw. „Miligkau“, 1787 „Mildigau“. Seit 1875 ist die Namensform Miltigau nachweislich. 1879 entstanden die Gemeinden Klein Schüttüber (mit Leimbruck), Krottensee und Teschau.
Zum Ende des 19. Jahrhunderts wurde die Gemeinde Miltigau/Miltikov in den Bezirk Marienbad umgegliedert. 1921 erfolgte die Änderung des tschechischen Namens in Milíkov. 1930 lebten in Miltigau 437 Menschen, 1939 waren es 383.
Nach dem Münchner Abkommen wurde das Dorf 1938 in das Deutsche Reich eingegliedert und gehörte von 1939 bis 1945 zum Landkreis Marienbad. Nach dem Zweiten Weltkrieg kam Milíkov zur Tschechoslowakei zurück; die deutschen Bewohner wurden vertrieben.
1974 wurde das Schloss Malá Šitboř abgerissen. Bei diesem Akt von Kulturbarbarei wurde auch die gegenüber dem Schloss befindliche Rokokostatue des Hl. Johannes von Nepomuk aus dem Jahre 1757 vernichtet. Der Ortsteil Leimbruck wurde in den 1950er Jahren aufgelassen.
Im Zuge der Gebietsreform kam die Gemeinde 1961 zum Okres Cheb und Malá Šitboř und Těšov wurden eingemeindet. 1971 wurde Velká Šitboř mit Úval zum Ortsteil von Milíkov. Zwischen 1976 und 1990 war Milíkov nach Dolní Žandov eingemeindet. Mit der Wiedererrichtung der Gemeinde im Jahre 1990 kam der Ortsteil Mokřina hinzu.

## Wappen
Das Gemeindewappen besteht aus den Rosen der Planknar von Kynšperk, der Bärentatze der Hertenberger und den Farben der Globner.

## Kultur und Sehenswürdigkeiten
- Kirche St. Simon und Judas in Milíkov, errichtet 1785 anstelle der Schlosskapelle, 1818 bis 1820 erfolgte ein Umbau.
- Wallfahrtskapelle Javořina (Maria Kneipelbach), im Tal des Podleský potok (Kneipelbach), östlich des Dorfes
- Ehemalige Raketenstellung am Berg Pod Skalkou bei der Wüstung Smrkovec, nordwestlich des Dorfes
- Jüdischer Friedhof, am Leimbrucker Berg östlich von Žírnice
- Marterl mit Marienstatuette in Velká Šitboř, geschaffen im 19. Jahrhundert
- Kapelle in Velká Šitboř, errichtet 1828
- Sauerbrunnen Leimbruck, am Šitbořský potok bei Žírnice
- Sauerbrunnen Rádionka, am Podleský potok

## Persönlichkeiten
- Hans Sommert (1847–1923), österreichischer Schriftsteller, Germanistik-Professor, Schulrat und Dichter